# 42nd Street Shuttle
La linea S 42nd Street Shuttle è una navetta della metropolitana di New York, che opera a Midtown tra Times Square e Grand Central. Essendo una navetta, è indicata, nei cartelli in stazione e nelle mappe, con il colore grigio ardesia scuro.
È spesso chiamata anche Grand Central/Times Square Shuttle, mentre la New York City Transit Authority la indica internamente con il numero 0, per distinguerla dalle altre due navette della rete.

## Storia
I piani per l'attivazione della navetta 42nd Street Shuttle iniziarono il 1º agosto 1918, quando, con il completamento delle linee IRT Broadway-Seventh Avenue e IRT Lexington Avenue, la linea IRT 42nd Street fu separata dal resto della rete dell'Interborough Rapid Transit Company.
Dopo una serie di lavori sulla linea 42nd Street, la navetta fu quindi attivata il 28 settembre 1918. Inoltre, tra il 1959 e il 1964, la navetta fu anche automatizzata, prima che un incendio ne distruggesse gli impianti.
La navetta continuò a svolgere un servizio continuo fino al 10 settembre 1995, quando il servizio a tarda notte venne sospeso. Quando il servizio navetta è chiuso, l'area viene talvolta usata per riprese di serie televisive e film; tra i tanti che qui sono stati girati troviamo, per esempio, Il braccio violento della legge e King of New York.

## Il servizio
La navetta 42nd Street Shuttle è attiva tra le 6:00 e le 24:00 circa ed ha un tempo di percorrenza di circa 2 minuti. La frequenza varia dai 2 ai 5 minuti, a seconda delle fasce orarie. Di notte il servizio sulla tratta è assicurato dalla linea 7.
Possiede interscambi con 14 delle altre 24 linee della metropolitana di New York, con numerose linee automobilistiche gestite da MTA Bus, NJT Bus e NYCT Bus e con i treni suburbani della Long Island Rail Road e della Metro-North Railroad.
Infine, benché la stazione di Grand Central sia accessibile, l'inaccessibilità dell'unica altra stazione, quella di Times Square, rende di fatto la navetta non accessibile.

### Le stazioni servite
| Stazione      |  | Interscambi con la metropolitana | Altri Interscambi                                       |
| ------------- |  | -------------------------------- | ------------------------------------------------------- |
| Manhattan     |  |                                  |                                                         |
| Times Square  |  |                                  | MTA Bus • NJT Bus • NYCT Bus                            |
| Grand Central |  |                                  | Long Island Rail Road • Metro-North Railroad • NYCT Bus |

## Il materiale rotabile
Sulla navetta 42nd Street vengono utilizzate carrozze R62A, prodotte dalla Bombardier negli anni 1980. Le carrozze a disposizione della navetta sono in totale 6, assemblate a formare 2 treni, mentre il deposito assegnatole è quello di Livonia.